# 와가시
와가시(풀라어: wagasi)는 베냉 북부의 풀라인이 만드는 소젖 치즈이다.

## 만들기
우유에 소돔사과 나무껍질을 찧은 것을 잘 섞은 뒤 체에 밭아 끓이면, 소돔사과 나무 껍질에 든 성분 때문에 우유가 몽글몽글 덩어리지게 된다. 이것을 체에 걸러서 수분을 빼면 와가시가 된다.

## 같이 보기
- 코티지 치즈